# Dinamarca en los Juegos Olímpicos de Berlín 1936
Dinamarca estuvo representada en los Juegos Olímpicos de Berlín 1936 por un total de 121 deportistas que compitieron en 14 deportes.  
El portador de la bandera en la ceremonia de apertura fue el esgrimista Erik Hammer Sørensen.

## Medallistas
El equipo olímpico danés obtuvo las siguientes medallas:
| Nombre                   | Deporte  | Competición             |
| ------------------------ | -------- | ----------------------- |
| Oro                      |          |                         |
| —                        |          |                         |
| Plata                    |          |                         |
| Inge Sørensen            | Natación | 200 m braza F           |
| Harry Larsen Peter Olsen | Remo     | Dos sin timonel (M2-) M |
| Bronce                   |          |                         |
| Gerhard Pedersen         | Boxeo    | Wélter (66,7 kg) M      |
| Hans Lunding (Jason)     | Hípica   | Concurso completo ind.  |
| Ragnhild Hveger          | Natación | 400 m libre F           |